# Nisída Gavdopoúla
Nisída Gavdopoúla är en ö i Grekland.   Den ligger i prefekturen Nomós Chaniás och regionen Kreta, i den södra delen av landet, 300 km söder om huvudstaden Aten. Arean är 2,0 kvadratkilometer.
Terrängen på Nisída Gavdopoúla är lite kuperad. Öns högsta punkt är 108 meter över havet. Den sträcker sig 2,3 kilometer i nord-sydlig riktning, och 2,4 kilometer i öst-västlig riktning.